# Yılmaz Onay

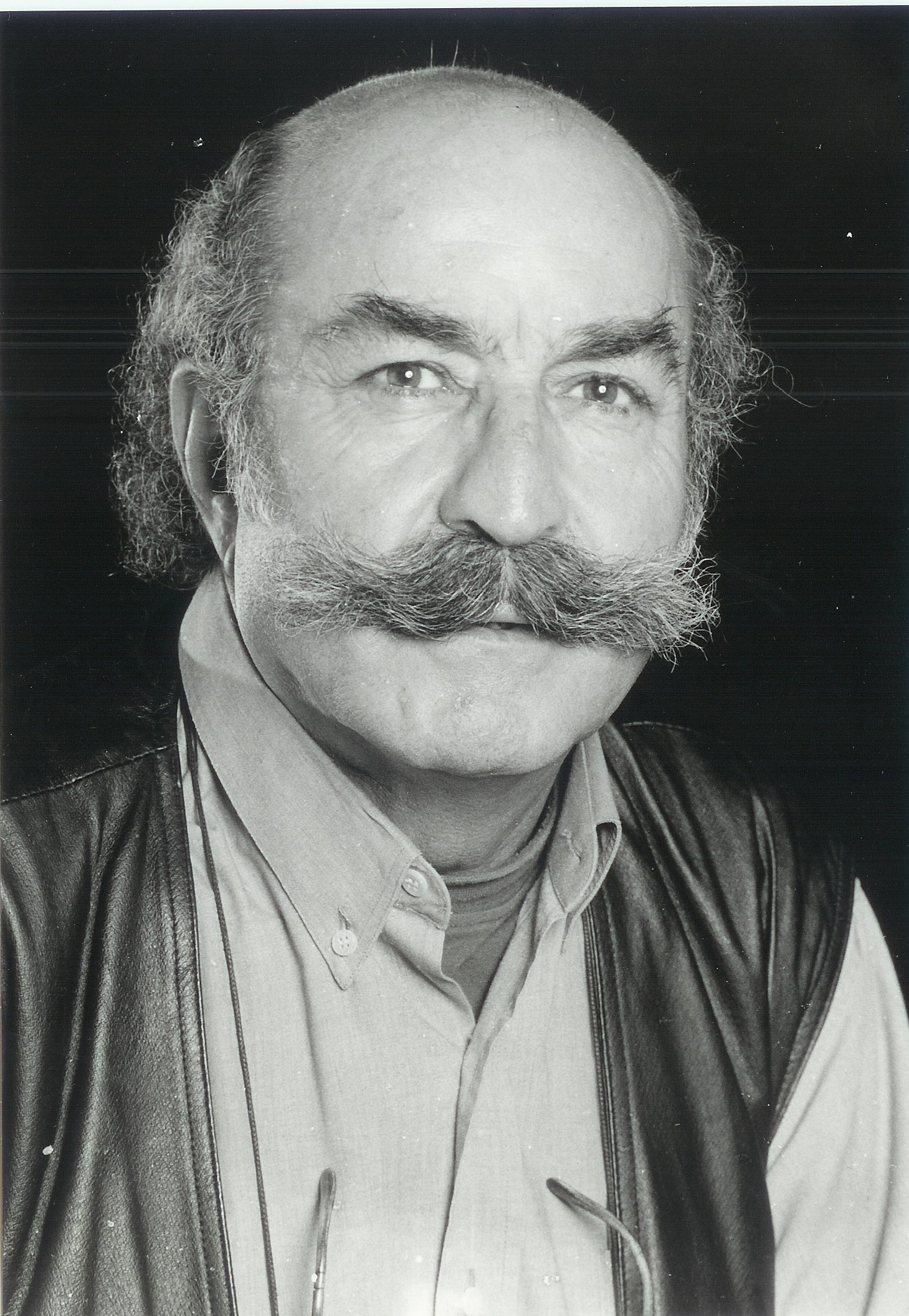
Yılmaz Onay 2000

Yılmaz Onay (* 20. April 1937 in Gaziantep; † 9. Januar 2018 in Bodrum) war ein türkischer Schriftsteller, Regisseur und Übersetzer.
Yılmaz Onay hat 27 Theaterstücke, eine Erzählung, einen Roman, einen Gedichtband und sieben Sachbücher aus der deutschen Sprache übersetzt, die von verschiedenen Verlagen herausgegeben wurden. In der Türkei wurden der Begriff Episches Theater und der Schriftsteller Bertolt Brecht auch durch ihn bekannt. Im Bereich des Theaters war Bertolt Brecht sein Vorbild. Seine erste Regie führte er in Bertolt Brechts Theaterstück Furcht und Elend des Dritten Reiches.

## Lebenslauf

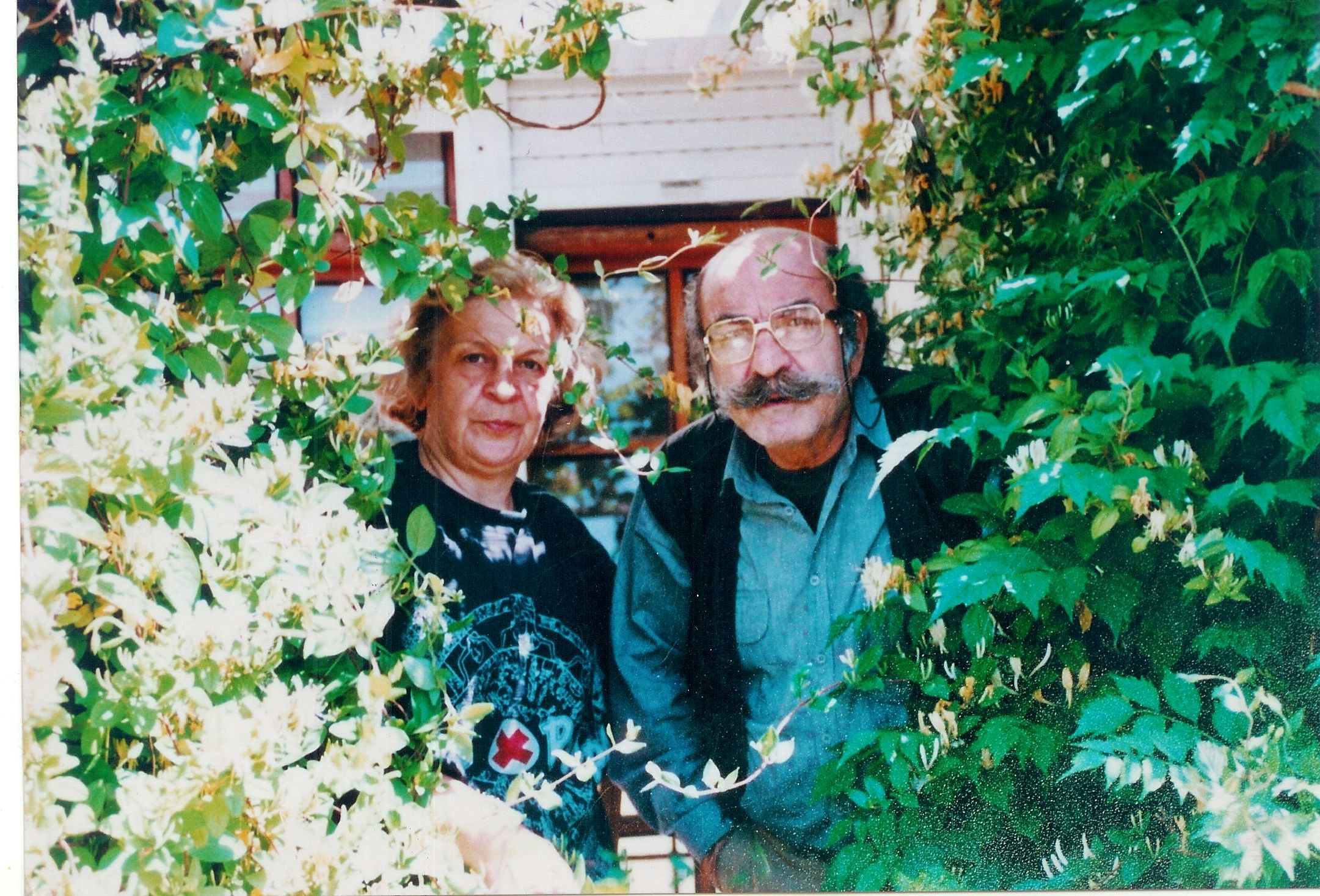
Yılmaz Onay und seine Frau Yurdanur in Ayvalık. 2000

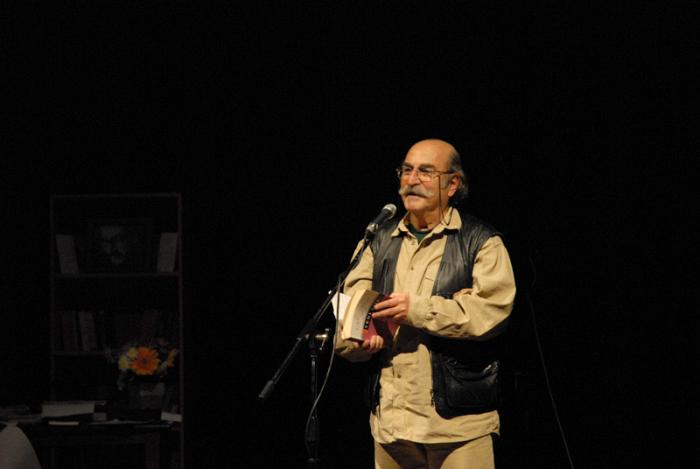
Nazım Hikmet Kultur Centrum. 1990

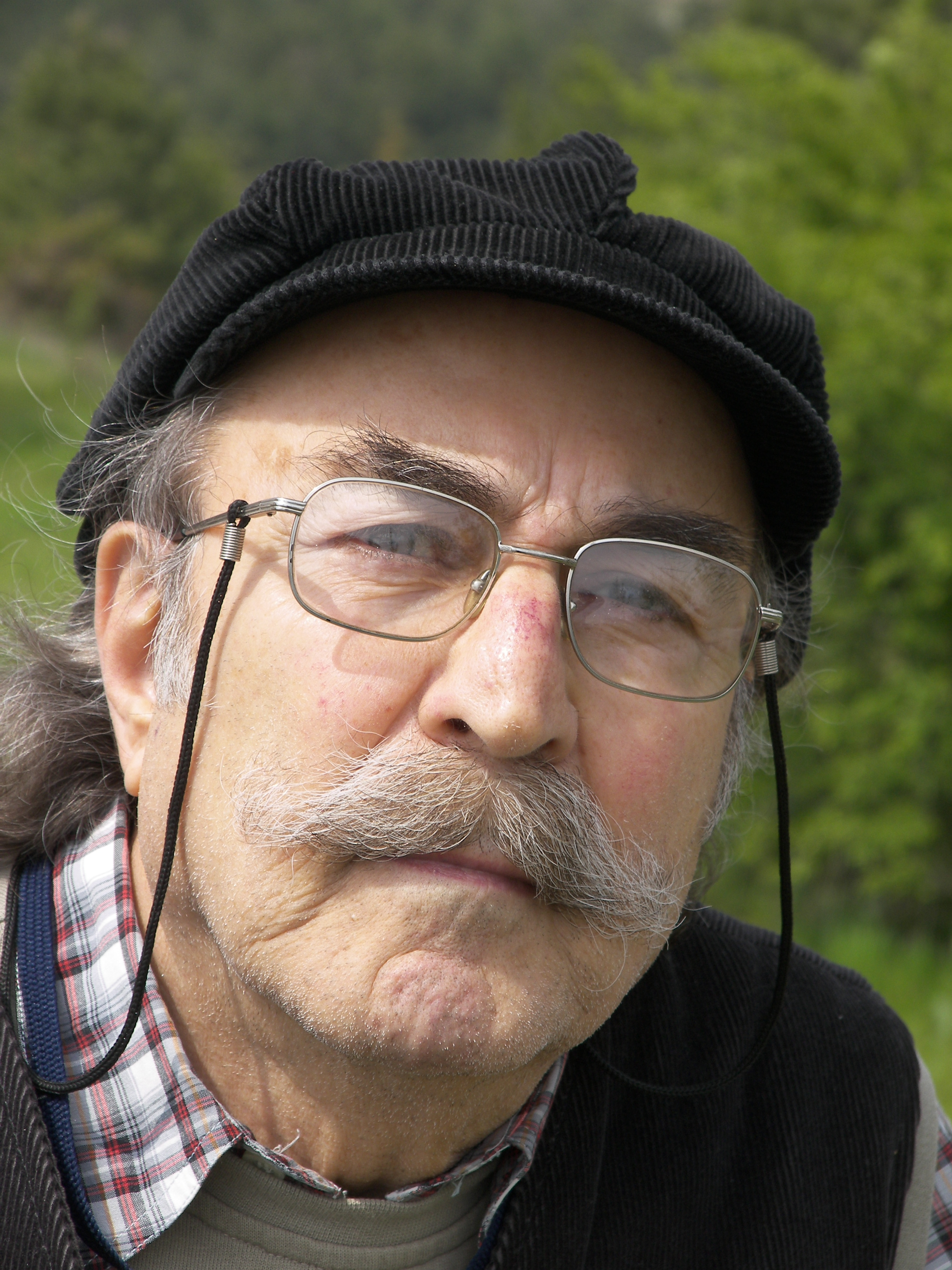
Yilmaz Onay in Rıfat Ilgaz Symposium Kastamonu 2006

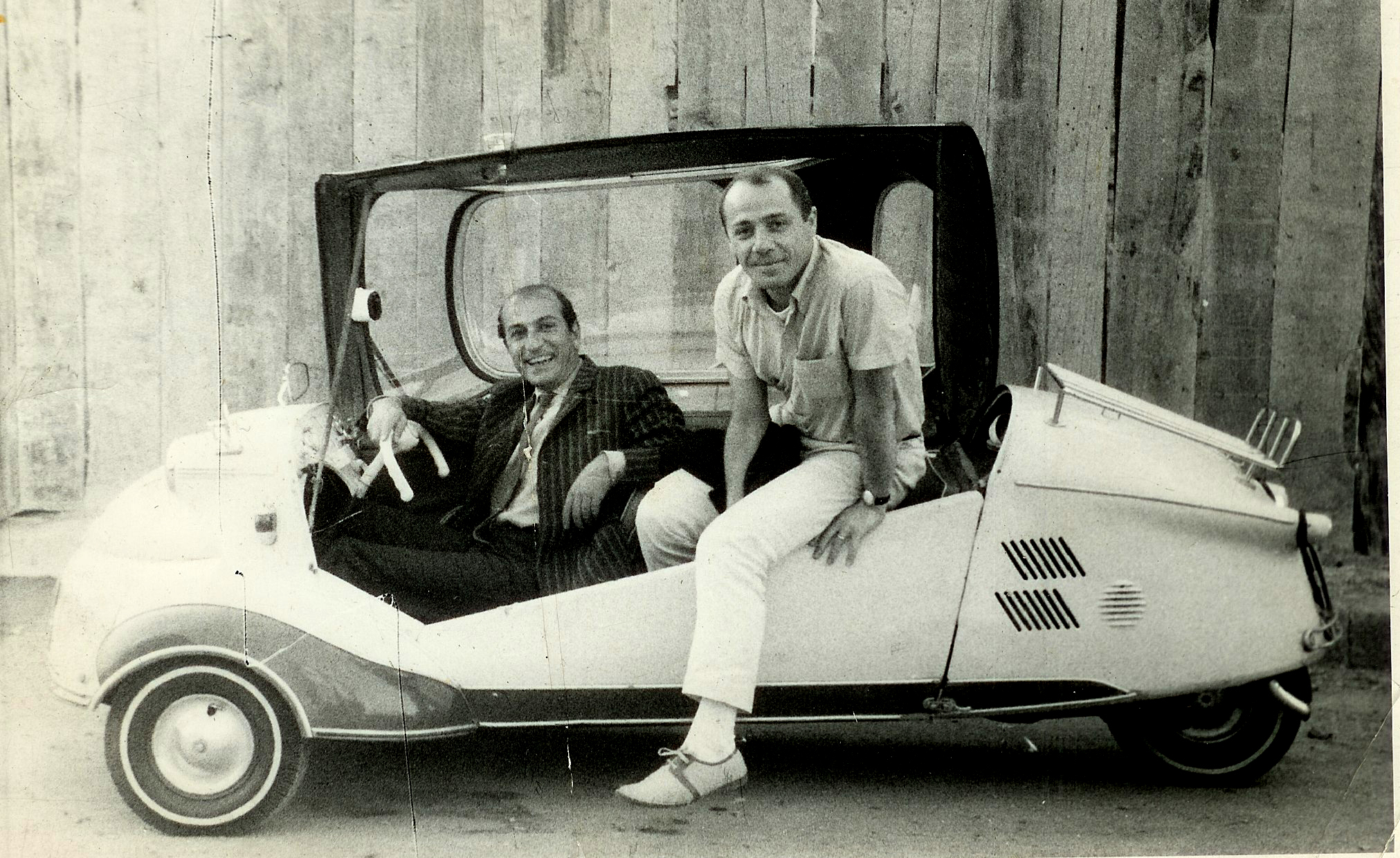
Yılmaz Onay mit Erol Keskin auf dem Messerschmitt Kabinenroller 1968

Yılmaz Onay wurde 1937 in Gaziantep geboren. 1960 absolvierte er sein Studium als Bauingenieur an der Technischen Universität in Istanbul (İTÜ). Dort war er auch auf der Bühne des ITÜ-Theater tätig. 1961 inszenierte er das Stück „Die Herrscher“ von Eugène Ionesco im Rahmen des Ensembles „Duisburger Gesellschaft“, das aus jungen deutschen, türkischen und ägyptischen Schauspielern sowie einem amerikanischen Soldaten bestand. Anschließend arbeitete er bis 1972 in dem Verein Kino Theater und Ankara Experimentier-Bühne. Das Stück „Kriegsspiel“ hat er vom Hörspiel „So ein Stück“ von Sermet Çagan für die Bühne adaptiert und inszeniert. Dafür bekam er im Jahr 1965 den 2. Preis des Internationalen Friedensfestes in Istanbul. Im Jahre 1966 bekam er zusammen mit einer brasilianischen Gruppe den Grand Prix des Festival Mondial du Theatre du Nancy für das Stück „Lang Bach“, das nach Yaşar Kemals Roman „Eisenerde, Kupferhimmel“ von Nihat Asyalı für die Bühne bearbeitet wurde. Er spielte im „Deutschen Kultur- und Informationszentrum“ in Ankara ein Lesestück unter der Regie von Max Meinecke. 1972 führte er erstmals selbst Regie im Stück „Furcht und Elend des Dritten Reiches“ von Bertolt Brecht im Ankara-Kunsttheater (AST). Von 1972 bis 1973 ging er auf Einladung des ITI (Zentrum Bundesrepublik Deutschland des Internationalen Theaterinstituts) als Hospitant an die Städtischen Bühnen der Städte Essen und Berlin. 1974 wirkte er bei der Gründung der Zeitgenössischen Bühne in Ankara mit. Dort inszenierte er von 1975 bis 1978 Nazım Hikmets „Yusuf und Menofis“, Nihat Asyalıs „Streik“ und eine Bühnenbearbeitung von Gladkovs „Der Zement“. Im Ankara Kunsttheater führte er 1981 das Schauspiel „Kleiner Mann, was nun?“, das auf dem Roman von Hans Fallada basiert, und 1984 sein selbst geschriebenes Kabarett „Diese Preiserhöhungen sind gegen mich“ auf. Von 1985 bis 1989 inszenierte er seine eigenen Stücke „Die im Fegefeuer gebliebenen“ und „Mysterium von Karagöz“ in Amsterdam und „Künstlers Tod“ in Paris. In Deutschland wurde 1988 sein Kinderschauspiel über Frieden „Unsere Lieder dürfen nicht sterben“ unter dem Titel „Sechs Verrückte und ein Lied“ im Theater Manufaktur am Halleschen Ufer in Berlin aufgeführt. 1990 schloss er mit der Berlin-Dialog-Gruppe einen Workshop ab. Anschließend wurde das zustande gekommene Schauspiel „Gewalt“ im Ballhaus inszeniert. Dort wurde 1991 auch „Bezahlt wird nicht!“ von Dario Fo unter seiner Regie aufgeführt.

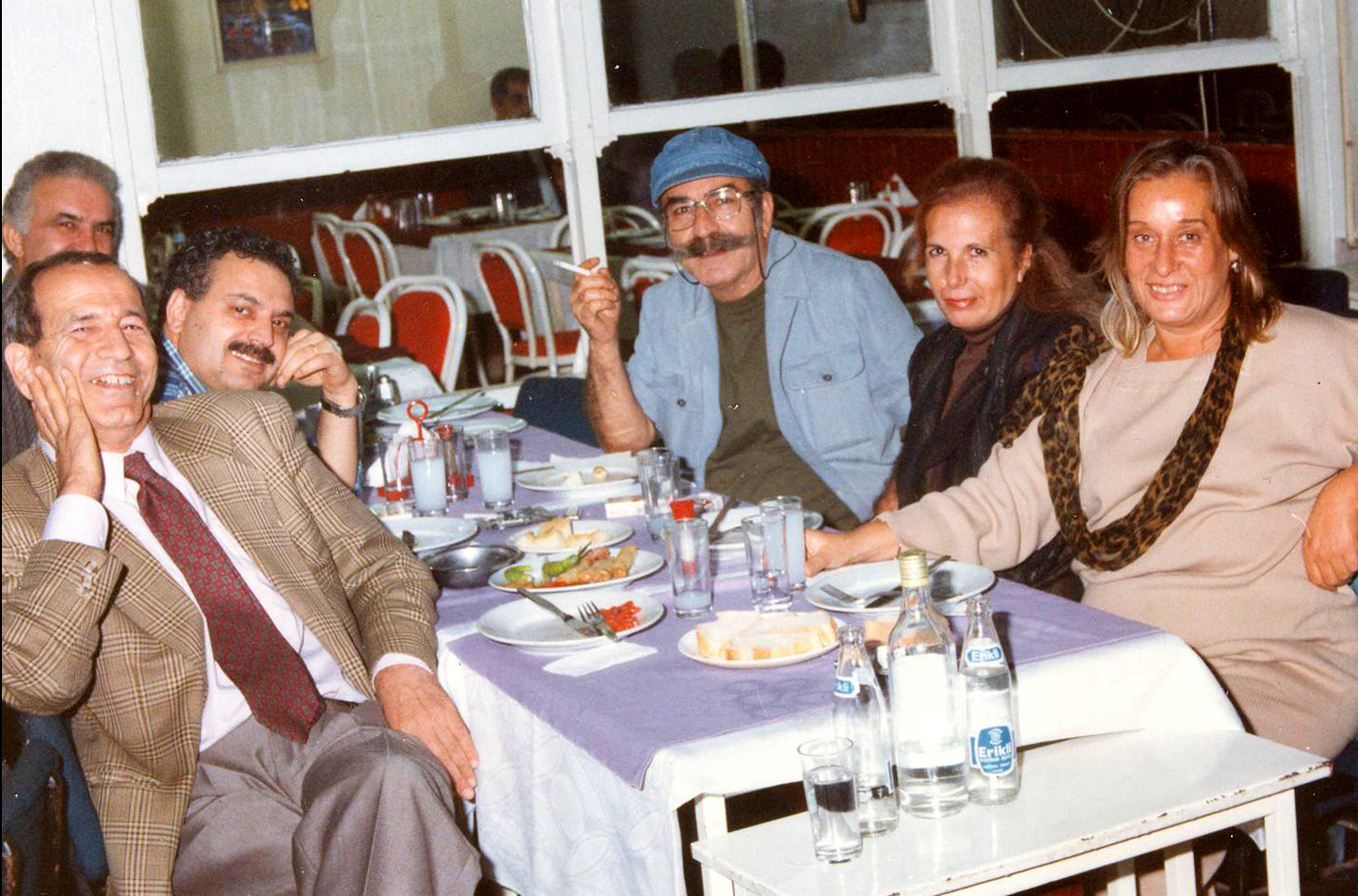
Yılmaz Onay, Oğuz Gemalmaz, Ali Yaşar und Malerin Birim Bozok in Bursa. 1993

Von 1993 bis 2004 arbeitete er als Regisseur am türkischen Staatstheater, wo er zahlreiche Stücke, darunter auch seine eigenen, in Istanbul und verschiedenen Bezirkstheatern inszenierte. Sein Roman „Schriften FİLMATİK“ ist verfilmt worden. In dieser Zeit inszenierte er im Tiyatrom in Berlin Nazım Hikmets „Tartufe 59“ unter dem neuen Titel „Tartuffe 2000“. Im Jahre 2002 ging er in den Ruhestand. Auf der Denkbühne inszenierte er sein eigenes Stück „Künstler’s Tod“ und im Kunsttheater Ankara (AST) Bertolt Brechts „Die Kleinbürgerhochzeit“. 2005 wurde sein Schauspiel „Prometheia“ in den Niederlanden im Rahmen eines Sonderprojekts von einem türkischen Ensemble auf Türkisch und von einem holländischen Ensemble auf Niederländisch gespielt. 2006 wurde sein Schauspiel „Künstler’s Tod“ als Fernsehspiel von TRT verfilmt.

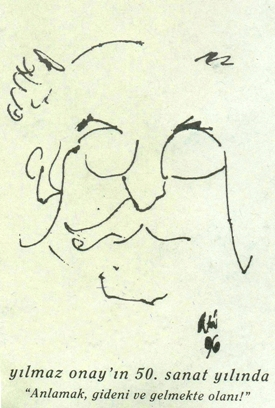
Yılmaz Onay 50 Jahre in Kunst. 14. April 2008

Seine anderen Theaterstücke wurden in der Türkei und in verschiedenen Ländern mehrmals aufgeführt. Darüber hinaus hat er in verschiedenen Zeitungen und Illustrierten zahlreiche Artikel veröffentlicht und an vielen Podiumsdiskussionen teilgenommen. Am 14. April 2008 wurde “Yılmaz Onay 50 Jahre in Kunst” gefeiert.

## Werke

### Übersetzungen aus der deutschen Sprache

#### Theaterstücke
- Ein Volksfeind (Henrik Ibsen) – Bir Halk Düşmanı
- Mariana Pineda (Federico García Lorca) – Mariana Pineda
- Prozess Richard Waverly (Rolf Schneider) – Richard Waverly Davası
- Die Letzten (Maxim Gorki) – Sonuncular
- Die Brecht-Akte (George Tabori) – Brecht Dosyası
- Die Troerinnen (Euripides) – Troyalı Kadınlar
- Elektra (Euripides) – Elektra
- Die Bibel (Bertolt Brecht) – İncil
- Baal (Brecht) – Baal
- Trommeln in der Nacht (Brecht) – Gecede Trampet Sesleri
- Die Kleinbürgerhochzeit (Brecht) – Düğün
- Der Bettler oder Der tote Hund (Brecht) – Dilenci veya Ölü Köpek
- Er treibt einen Teufel aus (Brecht) – Şeytan Kovma
- Lux in Tenebris (Brecht) – Karanlıkta Işık
- Der Fischzug (Brecht) – Balık Avı
- Prärie (Brecht) – Ova
- Im Dickicht (Brecht) – Vahşi Ormanda
- Im Dickicht der Städte (Brecht) – Kentlerin Vahşi Ormanında
- Mann ist Mann (1926) (Brecht) – Adam Adamdır, 1926
- Mann ist Mann (1938) (Brecht) – Adam Adamdır, 1938
- Die heilige Johanna der Schlachthöfe (Brecht) – Mezbahaların Kutsal Johanna'sı
- Die sieben Todsünden der Kleinbürger (Brecht) – Küçük Burjuvanın Yedi Ölümcül Günahı
- Die Horatier und die Kuratier (Brecht) – Horasyalılar Kuriasyalılar
- Die Gewehre der Frau Carrar (Brecht) – Carrar Ananın Silahları
- Furcht und Elend des Dritten Reiches (Brecht) – III.Reich'ın Korku ve Sefaleti
- Herr Puntila und sein Knecht Matti (Brecht) – Puntila Ağa ile Uşağı Matti
- Der kaukasische Kreidekreis (Brecht) – Kafkas Tebeşir Dairesi
- Die Rundköpfe und die Spitzköpfe (Brecht) – Sivri Kafalılar ve Yuvarlak Kafalılar / Yuvarlak Kafalılar ve Sivri Kafalılar

#### Erzählungen
- Erzählungen (Anna Seghers) – Öyküler

#### Romane
- Wohnen, Dämmern, Lügen (Botho Strauß) – Evlerde Uyur Uyanık Yalanlar

#### Lyrik
- Svendborger Gedichte (Bertolt Brecht) – Svendborg Şiirleri
- Steffinsche Sammlung (Brecht) – Steffin Derlemeleri
- Hollywoodelegien (Brecht) – Hollywood Elejileri
- Gedichte im Exil (Brecht) – Sürgün Şiirleri
- Kriegsfibel (Brecht) – Savaş El Kitabı
- Deutsche Satiren (zweiter Teil) (Brecht) – Alman Taşlamaları (İkinci bölüm)
- Kinderlieder (Brecht) – Çocuk Şarkıları
- Neue Kinderlieder (Brecht) – Yeni Çocuk Şarkıları
- Buckower Elegien (Brecht) – Buckow Elejileri
- Gedichte aus dem Messingkauf (Brecht) – Bakır Alımı

#### Sachbücher
- Agitproptruppen (herausgegeben von Armin Kammrad und Frank Rainer Scheck) – İşçi Tiyatroları – Ajitprop Topluluklar
- Arbeitsjournal (Bertolt Brecht) – Brecht'le Yaşamak – Çalışma Günlüğü
- Das epische Theater (Marianne Kesting) – Epik Tiyatro
- Literaturwissenschaft: eine Einführung (Gennadij Nikolaevic Pospelov) – Edebiyat Bilimi
- Westwärts und nicht vergessen (Daniela Dahn) – Batı Diye Diye
- Theaterarbeit Berliner Ensemble – Tiyatro Çalışması
- Einführung in die griechische Tragödie (Joachim Latacz) – Antik Yunan Tragedyaları

### Eigene Werke

#### Theaterstücke
- Tren Gidiyor – Der Zug Fährt
- Bu Zamlar Bana Karşı – Diese Preiserhöhungen sind gegen mich
- Dev Masalı – Das Drachenmärchen
- Sevdalı Bulut – Die verliebte Wolke – Nach Nazım Hikmet's Erzählung
- Şarkılarımız Ölmesin – Unsere Lieder dürfen nicht sterben
- Küçük Adam N'oldu Sana? – Kleiner Mann, was nun? – Nach Hans Fallada's Roman
- Sanatçının Ölümü – Künstler's Tod
- Arafta Kalanlar – Die im Fegefeuer gebliebenen
- Karagözün Muamması – Mysterium von Karagöz
- Karadul Efsanesi – Die Legende der schwarzen Witwe
- Hücre İnsanı – Homo Zellicus
- Prometheia – Prometheia
- Karakedi Geçti – Der schwarze Kater lief über den Weg

#### Romane
- Yazılar FİLMATİK – Schriften FİLMATİK
- Oyun Değil – Kein Spiel

#### Sachbücher
- Gerçekçilik Yeniden – Realismus Wiederum!